# Colombe de Lawrence
Geotrygon lawrencii
Espèce
Statut de conservation UICN

 LC IUCN 3.1 : Préoccupation mineure
La Colombe de Lawrence  (Zentrygon lawrencii, syn. : Geotrygon lawrencii) est une espèce d'oiseaux de la famille des Columbidae.

## Répartition
Elle est endémique aux hauts plateaux de l'Amérique centrale, plus particulièrement ceux du Costa Rica et du Panama.

## Habitat
Elle habite les forêts humides tropicales et subtropicales en altitude.